# Dávid Baróti Szabó
Pour les articles homonymes, voir Baróti et Szabó.
Dans le nom hongrois Baróti Szabó Dávid, le nom de famille précède le prénom, mais cet article utilise l’ordre habituel en français Dávid Baróti Szabó, où le prénom précède le nom.
Dávid Baróti Szabó ([ˈdaːvid], [ˈbɒɾoːti ˈsɒboː]), né le 10 avril 1739 à Barót et mort le 22 novembre 1819 à Virt, est un prêtre jésuite hongrois, poète, écrivain et linguiste.

## Biographie
Né d'une famille noble sicule de Transylvanie, il entre dans l'ordre jésuite en 1757 à Székelyudvarhely (aujourd'hui Odorheiu Secuiesc en Roumanie), puis étudie et enseigne en différents lieux de la Hongrie de l'époque (Trencsén, Szakolca, Székesfehérvár, Nagyszombat, Kolozsvár, Eger) jusqu'à son ordination comme prêtre en 1770 à Kassa (aujourd'hui Košice en Slovaquie). Il est professeur au lycée de Nagyvárad (aujourd'hui Oradea en Roumanie), puis termine sa formation spirituelle (« troisième an ») à Besztercebánya (aujourd'hui Banská Bystrica en Slovaquie). Après la dissolution de l'ordre jésuite en 1773, il enseigne à Komárom, puis de 1777 à 1799 à Kassa, et prend alors sa retraite chez son ancien élève Benedek Pyber, à Virt dans le comitat de Komárom, ayant obtenu de l'empereur François Ier une pension de 600 florins autrichiens en récompense de ses activités littéraires.

## Œuvre
À Kassa, il lance en 1788 et édite avec Ferenc Kazinczy et János Batsányi le premier périodique littéraire publié en langue hongroise, le Magyar Museum.
Il est l'un des poètes du mouvement hongrois « national » de la noblesse (nemesi-nemzeti), défendant la langue et les coutumes hongroises et louant la vaillance (virtus) hongroise, sans toutefois prendre part au mouvement des Jacobins hongrois de 1794 qui s'opposait à l'absolutisme conservateur de l'empereur François Ier, comme le font ses amis plus jeunes Kazinczy et Batsányi qui sont arrêtés et condamnés.
Il est également l'un de ceux qui, à la fin du XVIIIe siècle, introduisent dans la poésie hongroise la versification métrique, basée sur les syllabes longues et courtes du hongrois à l'exemple de la versification grecque et latine. Il participe au mouvement de renouveau de la langue hongroise (nyelvújítás), et cherche à rafraîchir la langue poétique par l'utilisation de mots dialectaux et de créations lexicales. Sa poésie est en fait moins significative et moins célèbre que son rôle de pionnier de la langue et de la forme poétiques, qui conduit aux possibilités exploitées par les poètes du début du XIXe siècle comme Dániel Berzsenyi et Mihály Vörösmarty.
Ses principaux ouvrages sont :
- Új mértékre vett külömb verseknek három könyvei [« Poèmes séparés en nouvelle métrique, en trois livres »], Kassa, 1777 ;
- Ki nyertes az hang-mérséklésbenn? [« Qui est gagnant pour la prosodie ? »], Kassa, 1787 [lire en ligne] ;
- Baróti Szabó Dávid költeményes munkáji [« Œuvre poétique de Dávid Baróti Szabó »], Kassa, 1789 ;
- Orthographia és grammatikabéli észrevételek a magyar prozódiával együtt [« Remarques d'orthographe et de grammaire, ainsi que Prosodie hongroise »], Komárom, 1800 — deux œuvres résultant de la polémique sur la langue et la versification (où il s'oppose à József Rájnis et Miklós Révai[4]) ;
- Magyarság virágai [« Les fleurs du hongrois »], Komárom, 1803 ;
- Virgilius Énéisse [« L'Énéide de Virgile »] — traduction poétique en hongrois, vol. 1 : Vienne, 1810, et vol. 2 avec Eclogák [« Les Églogues »] : Pest, 1813.